# ميدان البلدية

الاحتفال بعيد المولد النبوي بميدان البلدية

ميدان البلدية هو أقدم ساحة أو «ميدان» في مدينة بنغازي الليبية. يقع بين سوق الظلام وسوق الحوت، ويوجد به مبنى البلدية وهو أقدم المباني الإدارية الحكومية في المدينة. كما يوجد به فرع المصرف التجاري الوطني والجامع العتيق، وأحد المباني التاريخية.
كما يعد الميدان يعد مكانا لمرور السياح الأجانب في المدينة.
وكان ميدان البلدية يمثل سوقا للمدينة منذ العهد العثماني وبه مجموعة من الدكاكين الصغيرة المبنية بالخشب تمت إزالتها في العهد الإيطالي وتوسيع الميدان.. واشتهر هذا الميدان منذ العهد العثماني بإقامة الإحتفالات الدينية به وخاصة في مناسبة المولد النبوي الشريف حيث تتجمع فيه الزوايا الصوفية بمنشديها الذين يصدحون بالمدائح والأذكار.
وفي حقبة الخمسينيات كانت تقع في هذا الميدان واحد من أشهر مقاهي المدينة وهو مقهى (العرودي) الذي كان ملتقى للمثقفين وأبناء المدينة كما تقع فيه سينما 9 أغسطس.